# 부부의 자산소득합산과세 사건
부부의 자산소득합산과세 사건은 대한민국의 헌법재판소 판례이다.

## 사실관계
청구인은 의사로서 자신의 소득금액에 배우자의 부동산임대소득금액이 합산되어 종합소득세가 부과처분되자, 그 근거법률조항인 소득세법 제61조 제1항에 대하여 다음과 같은 이유로 위헌제청신청을 하였고, 법원은 이를 기각하자 이 사건 헌법소원심판을 청구하였다. "부부의 자산소득합산과세로 인하여 혼인을 한 부부는 혼인하지 아니한 성인 남녀보다 조세부담의 점에서 현저하게 불이익을 받게 됨으로써 헌법 제11조의 평등원칙에 위배될 뿐만 아니라, 혼인과 가족생활을 보장하도록 규정하고 있는 헌법 제36조, 헌법 제23조의 재산권보장, 헌법 제10조의 행복추구권을 침해하는 것으로서 헌법에 위반된다."

## 결론
헌법에 위반된다.

## 이유

### 헌법 제36조 제1항에 위반되는지 여부
헌법 제36조 제1항은 혼인과 가족생활을 스스로 결정하고 형성할 수 있는 자유를 기본권으로서 보장하고, 혼인과 가족에 대한 제도를 보장한다. 그리고 헌법 제36조 제1항은 혼인과 가족에 관련되는 공법 및 사법의 모든 영역에 영향을 미치는 헌법원리 내지 원칙규범으로서의 성격도 가지는데, 이는 적극적으로 적절한 조치를 통해서 혼인과 가족을 지원하고 제삼자에 의한 침해 앞에서 혼인과 가족을 보호해야 할 국가의 과제를 포함하며, 소극적으로는 불이익을 야기하는 제한조치를 통해서 혼인과 가족을 차별하는 것을 금지해야 할 국가의 과제를 포함하며, 소극적으로는 불이익을 야기하는 제한조치를 통해서 혼인과 가족을 차별하는 것을 금지해야 할 국가의 의무를 포함한다. 혼인한 자를 불리하게 하는 차별취급은 중대한 합리적 근거가 존재하여 헌법상 정당화되는 경우에만 합헌이다.
조세법률은 혼인한 자에게 납세의무를 부과하는 것 외에는 혼인생활 자체에 어떠한 명령이나 금지를 직접적으로 가하지 않는다. 만약 조세법률이 혼인을 그 구성요건으로 삼아서 일정한 법적 효과를 결부시키고자 한다면, 혼인한 자를 경제적으로 불리하게 차별취급해서는 아니된다.

### 이 사건 법률조항에 의한 혼인한 부부의 차별취급이 헌법상 정당화되는지 여부
상속세및증여세법상 증여의제규정 등을 통해서 조세회피행위를 방지할 수 있다. 또 혼인하였다는 이유만으로 혼인하지 않은 자산소득자보다 더 많은 조세부담을 지는 것은 옳지 않다.

## 참고 문헌
- 헌법재판소 판례 [2002.8.29. 2001헌바82 [위헌]
- 정회철, 최근 5년간 헌법중요판례 200, 도서출판 여산, 2012.
- 최명근, 주요국의 세대단위 합산과세 폐지 사례로 본 한국 종부세의 문제점

## 같이 보기
- 자산소득합산과세제도